# ایزو ۱۲۸
ایزو ۱۲۸ یک استاندارد بین‌المللی (ایزو) است که در مورد اصول کلی ارائه در نقشه‌های فنی، به ویژه نمایش گرافیکی اشیا در نقشه‌های فنی.

## بررسی اجمالی
از سال ۲۰۰۳ به این سو استاندارد ایزو ۱۲۸ پانزده بخش را شامل می‌شود که در بین سالهای ۱۹۹۶ و ۲۰۰۳ به وجود آمدند. این استاندارد با خلاصه ای از قوانین کلی برای اجرا و ساختار نقشه‌های فنی شروع می‌شود. در ادامه قواعد اصولی مربوط به خطوط، نماها، برش‌ها و مقاطع، و انواع مختلف نقشه‌های مهندسی، مانند نقشه‌های مهندسی مکانیک، معماری، مهندسی عمران، و کشتی سازی را شرح می‌دهد. استاندارد مذکور هر دو حوزه نقشه‌کشی دستی و مبتنی بر رایانه قابل استفاده است، اما برای مدل‌های سه بعدی قابل اجرا نیست.
ایزو ۱۲۸ جایگزین استاندارد قبلی DIN 6 برای نقشه‌ها، نمایش‌ها و نماها شد که اولین بار در سال ۱۹۲۲ منتشر و در سال‌های ۱۹۵۰ و ۱۹۶۸ نیز به روز رسانی شد. خود ایزو ۱۲۸ برای اولین بار در سال ۱۹۸۲ شامل ۱۵ صفحه منتشر شد و «اصول کلی ارائه را برای اعمال در نقشه‌های فنی با پیروی از روش‌های ترسیم‌های متعامد مشخص کرد». چندین بخش از این استاندارد به صورت جداگانه به روز شده‌است. آخرین بخش‌ها و استاندارد به‌طور کلی توسط ایزو در سال ۲۰۰۱ پس گرفته شد.
قسمت سیزدهم نیز در سال ۲۰۱۳ اضافه شد.

## ترکیب بندی ایزو ۱۲۸
۷ بخش استاندارد ایزو ۱۲۸ عبارتند از:
- ایزو ۱۲۸–۱:۲۰۲۰ مستندات فنی محصول (TPD) - اصول کلی نمایندگی - قسمت ۱: مقدمه و الزامات اساسی
- ایزو ۱۲۸–۲:۲۰۲۰ مستندات فنی محصول (TPD) - اصول کلی نمایندگی - قسمت ۲: قراردادهای اساسی برای خطوط
- ایزو ۱۲۸–۳:۲۰۲۰ مستندات فنی محصول (TPD) - اصول کلی نمایش - قسمت 3: نماها، بخش‌ها و برش‌ها
- ایزو ۱۲۸–۱۵:۲۰۱۳ مستندات فنی محصول (TPD) - اصول کلی ارائه - قسمت ۱۵: ارائه نقشه‌های کشتی سازی
- ایزو ۱۲۸–۴۳:۲۰۱۵ مستندات فنی محصول (TPD) - اصول کلی ارائه - قسمت ۴۳: روش‌های طرح‌ریزی در نقشه‌های ساختمان
- ایزو/TS ۱۲۸–۷۱:۲۰۱۰ مستندات فنی محصول (TPD) - اصول کلی ارائه - قسمت ۷۱: نمایش ساده برای نقشه‌های مهندسی مکانیک
- ایزو ۱۲۸–۱۰۰:۲۰۲۰ مستندات فنی محصول - اصول کلی نمایندگی - قسمت ۱۰۰: فهرست

### قسمت‌های پس گرفته شده
جایگزین شده با ایزو ۱۲۸–۲:۲۰۲۰
ایزو ۱۲۸–۲۰:۱۹۹۶ نقشه‌های فنی - اصول کلی ارائه - قسمت ۲۰: قراردادهای پایه ای برای خطوط
- ایزو ۱۲۸–۲۱:۱۹۹۷ نقشه‌های فنی - اصول کلی ارائه - قسمت ۲۱: آماده‌سازی خطوط توسط سیستم‌های کد
- ایزو ۱۲۸–۲۲:۱۹۹۹ نقشه‌های فنی - اصول کلی ارائه - قسمت ۲۲: قراردادها و کاربردهای اساسی برای خطوط رهبر و خطوط مرجع
- ایزو ۱۲۸–۲۳:۱۹۹۹ نقشه‌های فنی - اصول کلی ارائه - قسمت ۲۳: خطوط در نقشه‌های ساختمانی
- ایزو ۱۲۸–۲۴:۲۰۱۴ نقشه‌های فنی - اصول کلی ارائه - قسمت ۲۴: خطوط در نقشه‌های مهندسی مکانیک
- ایزو ۱۲۸–۲۵:۱۹۹۹ نقشه‌های فنی - اصول کلی ارائه - قسمت ۲۵: خطوط در نقشه‌های کشتی سازی

جایگزین شده با ایزو ۱۲۸–۳:۲۰۲۰

- ایزو ۱۲۸–۳۰:۲۰۰۱ نقشه‌های فنی - اصول کلی ارائه - قسمت ۳۰: قراردادهای اساسی برای نماها
- ایزو ۱۲۸–۳۴:۲۰۰۱ نقشه‌های فنی - اصول کلی ارائه - قسمت 34: نماها در مورد نقشه‌های مهندسی مکانیک
- ایزو ۱۲۸–۳۳:۲۰۱۸ مستندات فنی محصول (TPD) - اصول کلی ارائه - قسمت ۳۳: نمایش نماها، مقاطع و برش‌ها در نقشه‌های ساختمانی
- ایزو ۱۲۸–۴۰:۲۰۰۱ نقشه‌های فنی - اصول کلی ارائه - قسمت ۴۰: قراردادهای اساسی برای برش‌ها و مقاطع
- ایزو ۱۲۸–۴۴:۲۰۰۱ نقشه‌های فنی - اصول کلی ارائه - قسمت ۴۴: بخش‌های نقشه‌های مهندسی مکانیک
- ایزو ۱۲۸–۵۰:۲۰۰۱ نقشه‌های فنی - اصول کلی ارائه - قسمت ۵۰: قراردادهای اساسی برای نشان دادن مناطق بر روی برش‌ها و مقاطع

## سایر استانداردهای ایزو مربوط به نقشه‌کشی فنی

انواع اندازه‌های ایزو سری A که در ایزو ۲۱۶ توضیح داده شده‌است.

- ایزو ۱۲۹ مستندات فنی محصول (TPD) - ارائه ابعاد و تلورانس‌ها
  - ایزو ۱۲۹–۱:۲۰۱۸ مستندات فنی محصول (TPD) - ارائه ابعاد و تلورانس‌ها - قسمت ۱: اصول کلی
  - ایزو ۱۲۹–۴:۲۰۱۳ مستندات فنی محصول (TPD) - نشان دادن ابعاد و تلورانس‌ها - قسمت ۴: ابعاد نقشه‌های کشتی سازی
  - ایزو ۱۲۹–۵:۲۰۱۳ مستندات فنی محصول - نشان دادن ابعاد و تلورانس‌ها - قسمت ۵: ابعاد فلز کاری سازه ای
- اندازه کاغذ ایزو ۲۱۶، به عنوان مثال اندازه کاغذ A4
- ایزو ۴۰۶:۱۹۸۷ نقشه‌های فنی - تحمل ابعاد خطی و زاویه ای
- ایزو ۱۶۶۰:۲۰۱۷ مشخصات محصول هندسی (GPS) — تحمل هندسی — تحمل پروفیل
- ایزو ۲۲۰۳:۱۹۷۳ نقشه‌های فنی - نمایش متعارف چرخ دنده‌ها
- ایزو ۳۰۴۰:۲۰۱۶ مشخصات محصول هندسی (GPS) - ابعاد و تحمل - مخروط
- ایزو ۳۰۹۸–۱:۱۹۷۴ ترسیم فنی - حروف - قسمت اول: کاراکترهای استفاده شده در حال حاضر
- ایزو ۴۱۷۲:۱۹۹۱ نقشه‌های فنی - نقشه های ساختمانی - نقشه‌های مونتاژ سازه‌های پیش ساخته
- ایزو ۵۲۶۱:۱۹۹۵ نقشه‌های فنی - نمایش ساده میله‌ها و بخش‌های پروفیل
- ایزو ۵۴۵۵:۱۹۷۹ نقشه‌های فنی - مقیاس‌ها
- نقشه‌های فنی ایزو ۵۴۵۶ - روش‌های طرح‌ریزی
  - ایزو ۵۴۵۶–۱:۱۹۹۶ نقشه‌های فنی - روش‌های طرح‌ریزی - قسمت ۱: خلاصه
  - ایزو ۵۴۵۶–۲:۱۹۹۶ نقشه‌های فنی - روش‌های طرح‌ریزی - قسمت ۲: نمایش‌های متعامد
  - ایزو ۵۴۵۶–۳:۱۹۹۶ نقشه‌های فنی - روش‌های طرح‌ریزی - قسمت 3: نمایش‌های آکسونومتری
  - ایزو ۵۴۵۶–۴:۱۹۹۶ نقشه‌های فنی - روش‌های پروجکشن - قسمت ۴: طرح‌ریزی مرکزی
- ایزو ۵۴۵۷:۱۹۹۹ مستندات فنی محصول - اندازه‌ها و طرح‌بندی برگه‌های طراحی
- ایزو ۵۴۵۹:۲۰۱۱ مشخصات محصول هندسی (GPS) - تحمل هندسی - داده‌ها و سیستم‌های مبنا
- ایزو ۵۸۴۵–۱:۱۹۹۵ نقشه‌های فنی - نمایش ساده مونتاژ قطعات با اتصال دهنده‌ها - قسمت ۱: اصول کلی
- ایزو ۶۴۱۰–۱:۱۹۹۳ نقشه‌های فنی - رزوه‌ها و قطعات رزوه دار - قسمت ۱: قراردادهای عمومی
- ایزو ۶۴۱۱:۱۹۸۲ نقشه‌های فنی - نمایش ساده سوراخ‌های مرکزی
- ایزو ۶۴۱۲–۱:۲۰۱۷ مستندات فنی محصول - نمایش ساده خطوط لوله - قسمت ۱: قوانین کلی و نمایش متعامد
- ایزو ۶۴۱۳:۲۰۱۸ مستندات فنی محصول - نمایش خطوط و دندانه‌ها
- ایزو ۶۴۱۴:۲۰۲۰ مستندات فنی محصول (TPD) - نقشه‌های فنی برای ظروف شیشه ای
- ایزو ۶۴۲۸:۱۹۸۲ نقشه‌های فنی - الزامات برای ریزنگاری
- ایزو ۶۴۳۳:۲۰۱۲ نقشه‌های فنی - مرجع قطعات
- ایزو ۷۰۸۳:۱۹۸۳ نقشه‌های فنی - نمادها برای تحمل هندسی - تناسبات و ابعاد
- ایزو ۷۲۰۰:۲۰۰۴ مستندات فنی محصول - فیلدهای داده در بلوک‌های عنوان و سرصفحه سند
- ایزو ۷۴۳۷:۱۹۹۰ نقشه‌های فنی - نقشه های ساختمانی - قوانین کلی برای اجرای نقشه‌های تولید برای اجزای سازه ای پیش ساخته
- ایزو ۷۵۱۸:۱۹۸۳ نقشه‌های فنی - نقشه های ساختمانی - نمایش ساده تخریب و بازسازی
- ایزو ۷۵۱۹:۱۹۹۱ نقشه‌های فنی - نقشه های ساختمانی - اصول کلی ارائه برای نقشه‌های چیدمان و مونتاژ کلی
- ایزو ۸۰۱۵:۲۰۱۱ مشخصات محصول هندسی (GPS) - مبانی - مفاهیم، اصول و قوانین
- ایزو ۸۰۴۸:۱۹۸۴ نقشه‌های فنی - نقشه های ساختمانی - نمایش نماها، مقاطع و برش‌ها
- نقشه‌های فنی ایزو ۸۵۶۰:۲۰۱۹ - نقشه های ساختمانی - نمایش اندازه‌ها، خطوط و شبکه‌های مدولار
- ایزو ۸۸۲۶–۱:۱۹۸۹ نقشه‌های فنی — بلبرینگ‌های غلتشی — قسمت ۱: نمایش ساده شده عمومی
- ایزو ۸۸۲۶–۲:۱۹۹۴ نقشه‌های فنی — بلبرینگ‌های غلتشی — قسمت ۲: نمایش ساده شده با جزئیات
- ایزو ۹۲۲۲–۱:۱۹۸۹ نقشه‌های فنی - مهر و موم برای کاربردهای دینامیکی - قسمت ۱: نمایش ساده شده عمومی
- ایزو ۹۲۲۲–۲:۱۹۸۹ نقشه‌های فنی - مهر و موم برای کاربردهای دینامیکی - قسمت ۲: نمایش ساده شده دقیق
- ایزو ۹۹۵۸–۱:۱۹۹۲ رسانه‌های کشش برای نقشه‌های فنی - فیلم کشش با پایه پلی استر - قسمت ۱: الزامات و علامت گذاری
- ایزو ۹۹۶۱:۱۹۹۲ رسانه‌های کشش برای نقشه‌های فنی - کاغذ ردیابی طبیعی
- ایزو ۱۰۲۰۹:۲۰۱۲ مستندات فنی محصول - واژگان - اصطلاحات مربوط به نقشه‌های فنی، تعریف محصول و مستندات مرتبط
- ایزو ۱۰۵۷۹:۲۰۱۰ مشخصات محصول هندسی (GPS) - ابعاد و تحمل - قطعات غیر صلب
- ایزو ۱۳۵۶۷ یک استاندارد لایه طراحی به کمک رایانه (CAD) بین‌المللی است.
- ایزو ۱۳۷۱۵:۲۰۱۷ مستندات فنی محصول - لبه‌های شکل نامشخص - نشانه و ابعاد
- ایزو ۱۵۷۸۶:۲۰۰۸ نقشه‌های فنی - نمایش ساده و ابعاد سوراخ‌ها

## پیوندهای مرتبط
- فهرست استانداردهای ایزو
- استانداردهای طراحی به کمک رایانه
- اندازه کاغذ ایزو ۲۱۶، به عنوان مثال اندازه کاغذ A4
- ایزو ۱۳۵۶۷ یک استاندارد لایه طراحی به کمک رایانه (CAD) بین‌المللی است.
- نقشه‌کشی مهندسی